# Nathalie Delon
Nathalie Delon, född Francine Canovas 1 augusti 1941 i Oujda, Franska protektoratet Marocko, död  21 januari 2021 i Paris, var en fransk skådespelerska.

## Roller i urval
- 1967 – Samuraj killer
- 1971 – Doucement les basses
- 1971 – Åtta glas
- 1972 – Den bestialiske
- 1973 – Kineser i Paris
- 1975 – Tillfällig förbindelse
- 1977 – Ögon bortom stjärnorna
- 1982 – Ils appellent ça un accident (även manus och regi)